# 三谿郡
- 令制国一覧 > 山陽道 > 備後国 > 三谿郡
- 日本 > 中国地方 > 広島県 > 三谿郡

三谿郡（みたにぐん）は、広島県（備後国）にあった郡。

## 郡域
1878年（明治11年）に行政区画として発足した当時の郡域は、三次市の一部（三良坂町灰塚、吉舎町安田、吉舎町吉舎、吉舎町雲通以西かつ和知町、向江田町、江田川之内町、廻神町、三若町、有原町以東）にあたる。

## 歴史

### 近世以降の沿革
- 明治初年時点では全域が安芸広島藩領であった。「旧高旧領取調帳」に記載されている明治初年時点での村は以下の通り。（38村）

三若村、仁賀村、向江田村、敷地村、矢井村、辻村、和知村、灰塚村、田利村、光清村、棗原村、岡田村、有原村、上田村、海渡村、糸井村、大田幸村、小田幸村、志幸村、木乗村、吉舎村、雲通村、丸田村、海田原村、矢野地村、檜村、吉舎川之内村、清綱村、三玉村、安田村、高杉村、廻神村、石原村、長田村、大谷村、江田川之内村、三良坂村、皆瀬村
- 明治4年7月14日（1871年8月29日） - 廃藩置県により広島県の管轄となる。
- 明治11年（1878年）11月1日 - 郡区町村編制法の広島県での施行により、行政区画としての三谿郡が発足。「甲奴世羅三谿郡」役所が世羅郡甲山町に設置され、同郡・甲奴郡とともに管轄。
- 明治22年（1889年）4月1日 - 町村制の施行により、以下の各村が発足。全域が現・三次市。（8村）
  - 八幡村 ← 丸田村、檜村、吉舎川之内村、辻村、雲通村、清綱村
  - 吉舎村 ← 敷地村、矢野地村、三玉村、海田原村、矢井村、吉舎村、安田村
  - 萩原村 ← 灰塚村、棗原村、大谷村、仁賀村、光清村
  - 三良坂村 ← 三良坂村、長田村、田利村、岡田村
  - 和田村 ← 向江田村、和知村、皆瀬村
  - 神杉村 ← 高杉村、江田川之内村、廻神村
  - 田幸村 ← 大田幸村、小田幸村、志幸村、木乗村
  - 川西村 ← 三若村、有原村、上田村、石原村、海渡村、糸井村
- 明治24年（1891年）6月10日 - 田幸村が川西村の一部（糸井）を編入。
- 明治31年（1898年）10月1日 - 郡制の施行のため、三次郡・三谿郡の区域をもって双三郡が発足。同日三谿郡廃止。

## 行政
甲奴・世羅・三谿郡長
| 代 | 氏名 | 就任年月日                | 退任年月日                | 備考                           |
| -- | ---- | ------------------------- | ------------------------- | ------------------------------ |
| 1  |      | 明治11年（1878年）11月1日 |                           |                                |
|    |      |                           | 明治31年（1898年）9月30日 | 三次郡との合併により三谿郡廃止 |